# Чарівненська сільська рада (Бобринецький район)
| Чарівненська сільська рада — колишній орган місцевого самоврядування у Бобринецькому районі Кіровоградської області з адміністративним центром у с. Чарівне. Сільській раді підпорядковані населені пункти: - с. Чарівне - с. Вереміївка - с-ще Мирне |

## Склад ради
Рада складається з 14 депутатів та голови.

### Керівний склад ради
| ПІБ                            | Основні відомості                                                 | Дата обрання | Дата звільнення |
| ------------------------------ | ----------------------------------------------------------------- | ------------ | --------------- |
| Санжаровський Юрій Олексійович | Сільський голова, 1972 року народження, освіта, безпартійний      | 26.03.2006   | 31.10.2010      |
| Крамаренко Микола Іванович     | Сільський голова, 1970 року народження, освіта вища, безпартійний | 31.10.2010   |                 |

Примітка: таблиця складена за даними джерела

## Населення
Згідно з переписом УРСР 1989 року чисельність наявного населення сільської ради становила 1204 особи, з яких 568 чоловіків та 636 жінок.
За переписом населення України 2001 року в сільській раді мешкало 1150 осіб.

### Мова
Розподіл населення за рідною мовою за даними перепису 2001 року:
| Мова       | Відсоток |
| ---------- | -------- |
| українська | 95,32 %  |
| молдовська | 2,60 %   |
| російська  | 1,99 %   |
| угорська   | 0,09 %   |